# 荥经河
荥经河，是中国长江流域的一条河流，汇入青衣江，属于大渡河水系。河长88千米，流域面积1990平方千米，年均流量109立方米每秒。自然落差1480米。水能理论蕴藏量20万千瓦。